# James Charles McGuigan
James Charles McGuigan, kanadski rimskokatoliški duhovnik, škof in kardinal, * 26. november 1894, Hunter River, † 8. april 1974.

## Življenjepis
26. maja 1918 je prejel duhovniško posvečenje.
31. januarja 1930 je bil imenovan za nadškofa Regine; 15. maja je prejel škofovsko posvečenje in 21. maja je bil ustoličen.
22. decembra 1934 je postal nadškof Toronta.
18. februarja 1946 je bil povzdignjen v kardinala in imenovan za kardinal-duhovnika S. Maria del Popolo.
Upokojil se je 30. marca 1971.